# Stylops salicifloris
Stylops salicifloris är en insektsart som beskrevs av Pierce 1909. Stylops salicifloris ingår i släktet Stylops och familjen stekelvridvingar. Inga underarter finns listade i Catalogue of Life.